# 馬里恩鎮區 (克萊頓縣)
马里恩鎮區（Marion Township），美国艾奥瓦州克莱顿县的一个鎮區，总面积92.89平方公里，总人口389（2000年美国人口普查）。